# Official Live 'Leg
Official Live 'Leg är en ensidig live-LP av Tom Petty & the Heartbreakers, släppt 1977. Den spelades in under ett av bandets tidigare gig i Boston 1976.

## Låtlista
Amerikansk version
1. "Jaguar and Thunderbird" (Chuck Berry) – 2:28
2. "Fooled Again (I Don't Like It)" (Tom Petty) – 5:17
3. "Luna" (Petty) – 4:17
4. "Dog on the Run" (Petty) – 9:22

Brittisk version
1. "Jaguar and Thunderbird" (Chuck Berry) – 2:28
2. "Fooled Again (I Don't Like It)" (Tom Petty) – 5:17
3. "Luna" (Petty) – 4:17
4. "The Wild One, Forever" (Petty) – 4:40
5. "Dog on the Run" (Petty) – 9:22